# Cyberlore Studios
Cyberlore Studios est une entreprise spécialisée dans le développement de jeux vidéo fondé en 1992 et basé à Northampton (Massachusetts). D'abord développeur de jeux vidéo classiques, l'entreprise s'est repositionné sur le secteur des jeux sérieux en 2005.

## Ludographie
- 1994 : Al-Qadim: The Genie's Curse
- 1995 : Entomorph: Plague of the Darkfall
- 1996 : Warcraft II: Beyond the Dark Portal
- 1997 : Heroes of Might and Magic II: The Price of Loyalty
- 1998 : Deadlock II: Shrine Wars
- 2000 : Majesty: The Fantasy Kingdom Sim
- 2001 : Majesty: The Northern Expansion
- 2001 : MechWarrior 4: Black Knight
- 2002 : MechWarrior 4 'Mech Paks: Inner Sphere
- 2002 : MechWarrior 4 'Mech Paks: Clan Arsenal
- 2002 : MechWarrior 4: Mercenaries
- 2003 : Risk: Global Domination
- 2005 : Playboy: The Mansion